# بيني هيغينز
بيني هيغينز (بالإنجليزية: Benny Higgins)‏ هو مصرفي بريطاني، ولد في 1961 في غلاسكو في المملكة المتحدة.